# Variant Zeta du SARS-CoV-2
Le variant Zeta, également connu sous le nom de lignée P.2, est un variant du SARS-CoV-2, le virus qui cause la COVID-19. Il a été détecté pour la première fois dans l'état de Rio de Janeiro ; il abrite la mutation E484K, mais pas les mutations N501Y et K417T. Il a évolué indépendamment à Rio de Janeiro sans être directement lié au variant Gamma de Manaus,.
Dans le cadre du schéma de dénomination simplifié proposé par l'Organisation mondiale de la santé, P.2 était étiqueté « variant Zeta » et était considéré comme un variant d'intérêt (VOI), mais pas un variant préoccupant. Une deuxième vague a été précédée en novembre 2020 par une augmentation de la prévalence du variant Zeta parmi les séquences génétiques de l'État de São Paulo, déposées dans la base de données GISAID. Depuis juillet 2021, Zeta n'est plus considéré comme un variant d'intérêt par l'OMS.

## Mutation
Le génome Zeta possède 3 mutations d'acides aminés : E484K, D614G et V1176F, qui se trouvent toutes dans le code de la protéine Spike du virus. Selon les Centres pour le contrôle et la prévention des maladies, le F565L a été détecté dans certaines séquences de variantes Zeta, mais pas toutes.